# Еглісвіль
Еглісвіль (нім. Egliswil) — громада  в Швейцарії в кантоні Ааргау, округ Ленцбург.

## Географія
Громада розташована на відстані близько 75 км на північний схід від Берна, 12 км на південний схід від Аарау.
Еглісвіль має площу 6,3 км², з яких на 8,2% дозволяється будівництво (житлове та будівництво доріг), 51,9% використовуються в сільськогосподарських цілях, 39,4% зайнято лісами, 0,5% не є продуктивними (річки, льодовики або гори).

## Демографія
2019 року в громаді мешкало 1477 осіб (+13,2% порівняно з 2010 роком), іноземців було 13,7%. Густота населення становила 235 осіб/км².
За віковим діапазоном населення розподілялося таким чином: 19,9% — особи молодші 20 років, 65,7% — особи у віці 20—64 років, 14,4% — особи у віці 65 років та старші. Було 645 помешкань (у середньому 2,3 особи в помешканні).
Із загальної кількості 455 працюючих 35 було зайнятих в первинному секторі, 175 — в обробній промисловості, 245 — в галузі послуг.